# 下堅田村
下堅田村（しもかたたむら）は、大分県南海部郡にあった村。現在の佐伯市の一部にあたる。

## 地理
堅田川の下流域の南岸に位置していた。

## 歴史
- 1889年（明治22年）4月1日、町村制の施行により、南海部郡堅田村、長良村が合併して村制施行し、下堅田村が発足[1][2]。旧村名を継承した堅田、長良の2大字を編成[2]。
- 1955年（昭和30年）3月31日、佐伯市に編入され廃止[1][2]。

## 産業
- 農業